# Antonín Nosek
Antonín Nosek (31. října 1865, Praha – 26. května 1916, Praha) byl český pedagog a zoolog.

## Život

### Mládí a studia
Antonín Nosek se narodil 31. října 1865 v Praze, v rodině listonoše, ve čtvrti Na Františku, v Řásnovce čp. 775 – v domě, který už nestojí. Byl pokřtěn v kostele sv. Haštala. Po maturitě na Akademickém gymnáziu studoval 6 semestrů na lékařské fakultě University Karlovy a pak přestoupil na fakultu filosofickou, na obor přírodní vědy. Na Karlově universitě byli jeho učiteli prof. MUDr. Antonín Frič, prof. PhDr. František Vejdovský a prof.Ladislav Čelakovský.
Mezi jeho spolužáky na Akademickém gymnáziu, kde se již tvořil kroužek přírodovědců, patřili: Josef Jan Frič, zakladatel hvězdárny v Ondřejově (spolu se svým bratrem Janem také založil továrnu na měřící přístroje a jemnou mechaniku na Vinohradech), MUDr. Vladislav Matějovský – význačný balneolog, a PhDr. Václav Vávra – pozdější ředitel zoologických sbírek Národního muzea. Ti se spolu s Antonínem Noskem stali žáky univerzitního profesora Antonína Friče.
Ovládal srbochorvatštinu, slovinštinu, polštinu, němčinu, italštinu, pasivně francouzštinu a angličtinu.

### Pedagogická dráha
Po dokončení studia se Antonín Nosek stal středoškolským profesorem přírodopisu, nižší matematiky a fyziky. Prošel pak všemi tehdejšími služebními stupni, než se stal „c. k. profesorem“. Učil na gymnáziích v Brně, Příbrami, Čáslavi a od roku 1905 jako profesor přírodopisu na reálném gymnáziu Smíchově (dnes Praha).. Byl oblíbeným pedagogem a tuto podobu své činnosti nikdy neopustil, i když mu byla nabízena pouze vědecká pracoviště.

### Rodinný život
Za svého působení v Čáslavi se 26. dubna 1897 oženil s Boženou roz. Bartošovou a měli spolu tři děti – Marii (*1898), Antonína (*1901) a Josefa (*1902). Od roku 1905 žila rodina na Smíchově.

### Závěr života
Vyučoval až do své předčasné smrti ve věku necelých 51 let, kdy ho těsně před odchodem do školy, ráno 26. května 1916, zastihl srdeční infarkt. Pohřben byl na hřbitově Na Malvazinkách. Současný hrob Antonína Noska je na hřbitově u kostela sv. Matěje v Praze-Dejvicích (oddělení 2-1, č. hrobu 85.

## Dílo
Ve své vědecké činnosti se Antonín Nosek zabýval zejména studiem pavouků a ryb. Patřil ke skupině přírodovědců, která dala nový směr činnosti Přírodovědeckého klubu, založeného v Praze roku 1870.
Byl členem pracovního týmu Ottova Naučného slovníku a napsal pro toto dílo řadu hesel.

### Knižní vydání
- Seznam štírků - Catalogus chelonethium s. pseudoscorpionum (vydal Klub přírodovědecký, Prostějov, 1901)
- Pavoukovití členovci Černé Hory - Arachnoidea Monte nigrina (vydala Královská česká společnost nauk, Praha, 1903)
- Zoologie pro vyšší třídy středních škol (vydala Unie, Praha 1907, přepracováno 1921)
- O lovu ryb(vydal Kober, Praha, 1908)
- Ryby mořské a sladkovodní (vydal Kober, Praha, 1909)
- Akvarium a jeho zařízení (vydal Kober, Praha, 1910)
- Přírodopis živočišstva pro nižší třídy středních škol - Dle pozorování života v přírodě (vydal Kober, Praha, 1910 a 1921)
- Zoologie pro vyšší třídy reálných gymnasií (tělovědu (somatologii) napsal Karel Weigner, vydal aČeská grafická akc. společnost Unie, Praha, 1913 a 1919)
- Z tajuplné říše vodní (vydal Kober, Praha, 1916)
- Kobrův atlas ryb - Ryby mořské a sladkovodní (vydal Kober, Praha, 1922)
- Akvarium a jeho zařízení (vydal Kober, Praha, 1924 a 1941)

### Časopisecké práce
Uveřejnil Seznam českých a moravských pavouků (Věstník Královské české společnosti nauk, Praha 1895). Dále tři orientační práce v Programech gymnázií : „Několik kapitol z mikroskopické techniky“ (Brno 1893), „Zoologické methody praeparační“(Čáslav 1897), „Přehled štírků a jich zeměpisné rozšíření“ (Čáslav 1901).
Četné články napsal pro časopisy „Vesmír“ („Ze života našich pavouků“ - v ročníku 31,“Seznam štírků“ aj.) a „Živa“. „Klíč k určování rodů pavouků střední Evropy“ uveřejnil ve Věstníku klubu přírodovědců (Prostějov 1903).

### Společenské a vědecké styky, studijní cesty
Antonín Nosek se stýkal s řadou cestovatelů a přírodovědců jako byli Emil Holub, Josef Kořenský (ten bydlel, stejně jako Nosek na Smíchově v Praze), Enrique Stanko Vráz a mnoho dalších. Spolupracoval také s Karlem Absolonem.
Jeho cesty se omezovaly především na území Rakouska-Uherska. Česká akademie udělila Antonínu Noskovi dvě stipendia pro studijní cesty do Dalmácie a Postojenských jeskyň. Z těchto, ale i jiných cest pochází velká sbírka pavouků, kterou po smrti Antonína Noska jeho rodina darovala Národnímu muzeu. Mezi četné žáky Antonína Noska patřili universitní profesoři Karel Kavina a Jan Bělehrádek, bakteriolog Jan Kabelík a spoluzakladatel zoologické zahrady v Praze doktor Štěpničku.

## Zajímavost
Profesor Antonín Nosek objevil v roce 1905 v Dalmácii nový druh pavoukovce sekáče a tento druh byl podle něho nazván.